# Talha dourada
Pozlačeni lesorez na Portugalskem (portugalsko talha dourada) je poleg ploščic eden najizvirnejših in najbogatejših umetniških izrazov v državi. Običajno se uporablja za notranjo dekoracijo cerkva in stolnic ter plemiških dvoran v palačah in velikih javnih stavbah. V portugalskih cerkvah najdemo impresivno zbirko oltarih nastavkov. Portugalski pozlačeni lesorez, ki izvira iz obdobja gotike, je v 17. stoletju prevzel nacionalistični značaj in dosegel vrhunec v času vladavine kralja Ivana V.. V 19. stoletju je izgubil svojo izvirnost in začel izginjati s koncem obdobja preporoda.

## Primerjava
Pozlačeni lesorez je cenejša in bolj razkošna umetniška oblika kot druge tehnično zahtevnejše vrste dekoracije, kot sta kiparstvo ali slikarstvo, čeprav so ploščice tudi poceni. Količina potrebnega zlata je razmeroma majhna. Ne zahteva obsežne izobrazbe kiparja ali slikarja. Forme so kopirane in prilagojene iz dekorativne arhitekture in navdiha po knjigah. V 17. stoletju se je razvilo tipično portugalsko besedišče. Po prihodu v imperij se je prilagodil lokalnim tradicijam in umetniškim zmogljivostim, kot je vidno v Braziliji ali Indiji – predvsem v Goi.
Umetniki prejemajo naročila od regionalnih naročnikov, da zagotovijo dejavnost svoje delavnice, včasih naredijo več sorodnih del na določenem geografskem območju. Obstajajo primeri barvnega, belega ali naravnega lesa, vendar brez vizualnega učinka pozlačenih rezbarij.

## Gotika in renesančni manuelin
Pozlačeno rezbarstvo na Portugalskem se je začelo v obdobju gotike po arhitekturnih vzorih, vzetih predvsem iz kiparstva in zlatarstva, z uporabo dekorativnega besednjaka sloga. Gotski oboki, fiale, stebri itd. so povezani s kiparstvom ali slikarstvom. Tipična oblika je bila lesena konstrukcija, z zlato rezbarijo, ki je bila ohranjena za arhitekturni del »stroja«, ostali elementi pa so ostali v navadnem lesu ali prekriti z barvo. Kljub majhnemu številu ohranjenih oltarjev (velika večina je bila zamenjana v obdobju baroka) je znano, da so sledile mednarodnemu okusu, kot na primer glavni oltarni nastavek v stari stolnici v Coimbri.
Manueline sledi besedišču arhitekture, pri čemer uporablja predvsem portalno strukturo, pri čemer daje pomen heraldiki, armilarni sferi, Kristusovemu križu in izklesanim naturalističnim elementom. Glavni primeri, oltarni nastavki in korne klopi, iz samostana Kristusovega reda v Tomarju in samostana Alcobaça, so izginili, monumentalne korne klopi iz samostana sv. Križa v Coimbri pa ostajajo. Pozlačen les je sledil pristopu severne Evrope, prilagojen tedanji portugalski estetiki, izdelal pa ga je flamski mojster Machim.
Renesansa je sledila arhitekturnemu okrasju, vendar brez zlatega rezbarstva, uporabljala je slikarstvo in kiparstvo ter sledila klasični domišljiji iz tedanjih knjig. Rezljani okras v lesu je bil blizu predvidenim kamnitim oblikam, vidnim v portalih, grobnicah ali celo v zlatarstvu. Naklonjenost velikim kamnitim ali poslikanim oltarjem ni omogočila razvoja lesorezbarstva kot samostojne izrazne oblike, temveč je ostalo dekorativna umetnost. Poznejši manierizem je dal potrebne pogoje za nastanek avtonomnega pozlačenega rezbarstva.

## Manierizem
Gospodarski in drugi dejavniki so povzročili razmah pozlačenega lesorezbarstva v dobi manierizma. Gospodarska kriza ob koncu 16. stoletja, vse večji pomen jezuitov, izguba trgovine z začimbami in končno smrt kralja Sebastijana v Alcácer Quibirju povzročijo postopno zmanjševanje gospodarskih virov in zmanjšanje velikega programa dragega slikarstva in kiparstva, ker so veljali za glavno umetnost in so bolj podvrženi pravilom, ki jih je določil Tridentinski koncil. Rezbarstvo je bilo popolna dekorativna vrsta za čas gospodarske in duhovne krize, ki je bila posledica razhoda med katoličani in protestanti. Rezbarije so blestele - dajale so predstavo o bogastvu - in se prilagajale vsem smernicam katoliške cerkve, v bistvu pa raziskovale arhitekturno obliko. Oltarni nastavek je postal kompozicija arhitekturnega značaja, ki so jo pogosto zasnovali arhitekti in nato prilagodili umetniki. Rezbarije so pogosto pokrivale celotno steno in delovale kot okvir za slike. Lesorezbarstvo je pridobilo avtonomijo in pustilo preprosto nalogo okvirjanja umetnin.
Komplet je vgrajen v tla, z več vrstami rešitev. Slavoloki so lahko kombinirani s skulpturo, običajno v koru, kar omogoča, da se vidi prostor za okrašeno oltarno sliko. Primeri vključujejo monumentalne malo poslikane oltarne nastavke kora v cerkvi São Domingos de Benfica in cerkev Luz v Carnideju v Lizboni ter visoko poslikano oltarno podobo Carnide, ki jo je izdelal Francisco Venegas v sodelovanju z Diogom Teixeiro.
Glavni oltarni nastavek cerkve São Roque v Lizboni spada v drugo skupino, značilno za jezuitske cerkve. São Roque v Lizboni je vodja serije za celoten Portugalski imperij. Zaznamujejo ga dodelana dekoracija, dobro strukturirane linije, z jasnimi klasičnimi referencami, več nadstropij, stebrov in dobro razdeljenih prostorov. Shema se je pogosto ponavljala v jezuitskih cerkvah. Stolnica v Portalegreju prikazuje pomembno različico te sheme. Slikarski oltar je uokvirjen s klasičnim nizom stebrov, reliefov in skulpture.

## Barok
To obdobje je bilo najbolj monumentalno obdobje pohištva na Portugalskem in v Braziliji.
S koncem 60-letne prisilne združitve Iberskega območja pod vladavino španskih kraljev Filipa II., III., obnove neodvisnosti leta 1640 in kasnejše vojne se je lesno rezbarstvo na Portugalskem oddaljilo od španskih baročnih modelov. V težkih gospodarskih časih je rezbarstvo pridobilo na pomenu, saj so kiparstvo in slikarstvo zmanjšali na oltarjih in zapustili klasične navdihe, vzete iz mednarodnih knjig, ki so prihajale preko Španije. Navdih je očitno vzet iz romanskih in manuelinskih portalov. Dizajn je izhajal iz prvega, dekoracija pa je prevzela naturalistični slog slednjega.
Oltarni nastavek je podoben močnemu stroju, zgrajenem iz koncentričnih arhivolt, klasičnih spiralnih stebrov (psevdo salomonskih), ploščadi in prestola. Dekoracija temelji predvsem na razpršenih listih, ki pokrivajo celoten komplet. Oltarni nastavek je nedvomno baročen, čeprav ima značilnosti, ki so očitno v nasprotju s španskimi vzorci.
Iberski mir ter odkritje brazilskega zlata in diamantov naredijo Portugalsko pod kraljem Ivanom V. najbogatejšo državo v Evropi, kar omogoča razvoj mednarodne baročne umetnosti v vseh oblikah. Portugalski okus se je prilagodil mednarodnim modelom in se krstil Joanina. Arhivolte je preoblikoval v trim rez, vključil skulpture podobne angelom, girlande, rastlinske oblike, ptice in arhitekturne elemente. Ohranil je spiralne stebre, galerijo in prestol. Dekor spominja na kiparstvo in se razprostira po vsej cerkvi ter pokriva vse razpoložljive površine - oboke, stene, stebre, loke in prižnice. Pomembni primeri so raztreseni od severa proti jugu, vendar sta glavna Cerkev sv. Frančiška, Porto in cerkev Santa Clara (Porto). Obe sta bili v celoti prekriti z baročnim pozlačenim lesorezbarstvom, kar jima je dajalo videz zlate jame. Najpomembnejši primeri v Portu so naslednji:
- Samostan Arouca
- Sacrário Samostan Alcobaça
- Igreja da Pena v Lizboni – glavni oltar
- Igreja de Santa Catarina v Lizboni – glavni oltar
- Igreja do convento de Nossa Senhora da Conceição de Marvila v Lizboni
- Samostan Madre de Deus v Lizboni
- Stolnica v Portu – glavni oltar
- Cerkev sv. Ildefonza v Portu – glavni oltar
- Cerkev samostana São Bento da Vitória v Portu – glavni oltar
- Cerkev sv. Frančiška, Porto – zlata jama
- Cerkev Santa Clara (Porto) – zlata jama
- Stolnica v Bragi – monumentalne orgle
- Mosteiro de Jesus iz Aveira
- Igreja de Santo António, Lagos – kor

Kralj je imel v lasti pozlačene lesene kočije, med katerimi so tri baročne kočije, ki jih je uporabljalo njegovo veleposlaništvo pri papežu, zdaj v Museu Nacional dos Coches (Narodni muzej kočij) v Lizboni.

## Rokoko
Kralja Ivan V. je nasledil njegov sin kralj Jožef. Obilje virov je vzdrževalo politiko sijaja, ki temelji na diamantih in žlahtnih kovinah iz Brazilije, kar je omogočilo arhitekturo luksuza in modernih dekorativnih programov, po rokokoju. V tem obdobju je Portugalska preživela najhujšo naravno katastrofo in eno najhujših v Evropi – lizbonski potres (1755).
Rokokojsko pozlačeno rezbarstvo je razdeljeno na več tokov ali regionalnih slogov, kar mu omogoča ohranjanje raznolikosti in izvirnosti od severa do juga. Školjke, angeli, volute, listi, puti, stebri, spiralni stebri (psevdo salomonski), poslikani materiali in veliko zlata so njegov formalni besednjak.
Okoli Lizbone sta se razvili dve veliki različici. Nekatera dela so sledila kraljevi hiši, za katero sta značilni eleganca in kakovost dekorativnih motivov, vendar z besednjakom rokokoja in z vplivi rezbarije Joanina in kapele São João Baptista v cerkvi São Roque. Primer vključuje:
- Kapela narodne palače Queluz – s poslikanimi materiali, ki posnemajo barvne marmorje, nekaj pozlačenih lesenih rezbarij, zelo elegantno s klasičnim pridihom.
- Glavni oltar v samostanu Madre de Deus v Lizboni – z vplivom Joanine, ki ohranja galerijo in prestol, ima tipičen besednjak rokokoja. Je popolnoma zlate barve in popolnoma integrirana v zgradbo.

Pombalinove cerkve so razvile drugačen izraz. Pri potresni obnovi so bili uporabljeni montažni materiali. Te stavbe imajo notranjo rokokojsko dekoracijo, poslikane materiale v lesu in mavcu, galerijo in prestol v glavnem oltarju, stebre, arhitekturne oblike, nekaj zlatih oblik, nekaj slik (najpomembnejše je delo Pedra Alexandrina de Carvalha) in kiparstvo. Primeri vključujejo: cerkev Santo António v Lizboni (zgrajena v rojstnem kraju sv. Antona), cerkev Encarnação, cerkev Magdalene in bazilika Nossa Senhora dos Mártires. Pri manj uničenih stavbah je bil cilj uskladiti pombalinove oblike z obstoječim dekorjem.
Viden je bil francoski vpliv na profani arhitekturi. Zanj so bili značilni razkošni okraski v pozlačenih lesenih rezbarijah in/ali materialih, ki simulirajo mavec, običajno v notranjosti palač. Bil je priljubljen med aristokracijo. Glavni primer je prestolna soba narodne palače Queluz.
Na severu Portugalske je nastal impresiven seznam rokokojskih oltarjev, ki združujejo rokoko in »Joanino«. Dela so bila popolnoma zlata, povezana s slikarstvom ali kiparstvom.
Okoli Brage se je po zaslugi dela Andréja Soaresa razvila druga regionalna šola, za katero je značilno zlitje barve in zlata v oltarjih velike elegance in kakovosti. Ti napovedujejo bližajoče se klasicistično obdobje. Primeri so:
- Cerkev samostana Tibães – glavni oltar, slavolok in monumentalne orgle
- Cerkev Carmo (Porto) - kapela
- Cerkev Nossa Senhora da Vitória (Porto) – glavni oltar
- Cerkev Santa Maria Madalena (Braga) - imenovana kapela Falperra - glavni oltar

Na južnem Portugalskem je lesno rezbarjenje manj pogosto zaradi obilice marmorja, s čimer se izognejo potrebi po razvoju lesenih struktur, ki posnemajo marmor. Pomembni primeri v Alenteju in Algarveju se razlikujejo od preostale države. Ta izvirnost je še posebej vidna v Évori, v:
- Samostan Carmo (Évora)
- Samostan Remédios (Évora) – Absolutno izjemen
- Samostan São José (Évora)
- Cerkev Mercês (Évora)
- Cerkev São Francisco (Faro) - izjemna mešanica pozlačenih lesenih rezbarij in ploščic.

Kočije so bile še naprej okrašene in pozlačene. V času vladavine kraljice Marije I. so nastali najnovejši večji primerki, razstavljeni v Museu Nacional dos Coches.

## Neoklasicizem
Neoklasicizem je pomenil konec kakovostnega rezbarstva na Portugalskem. Zgrajenih je bilo malo cerkva, kar podpira nekaj primerov. Sledijo klasičnim rimskim modelom in ker je zahteva po spoštovanju klasičnih arhitekturnih redov stala njihovo izvirnost. Pomembna primera sta cerkev Ordem Terceira de São Francisco in oltar cerkve Lapa (Porto). Drug pomemben dejavnik je izgnanstvo kraljeve družine v Brazilijo med francosko invazijo, kjer država (Združeno kraljestvo Portugalske in Brazilija) koncentrira svoje umetniške naložbe. Sedemnajst let kasneje, ko se je kralj vrnil, je bila uveljavljena romantika in pozlačeni lesorez je izgubil svoj pomen in izvirnost, ki jo je preplavila revivalistična moda.